# Coventina

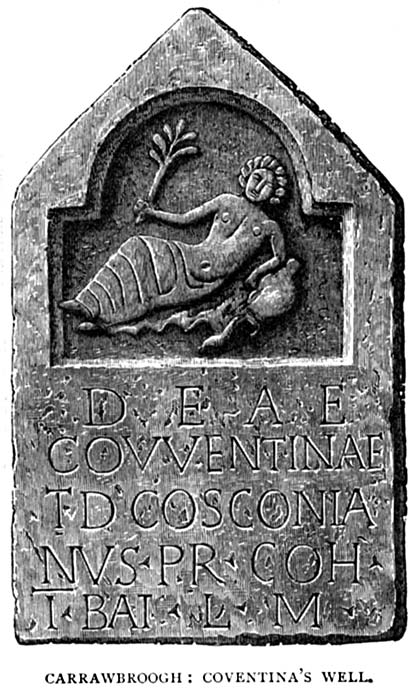
Flachrelief mit Stiftungs-Inschrift

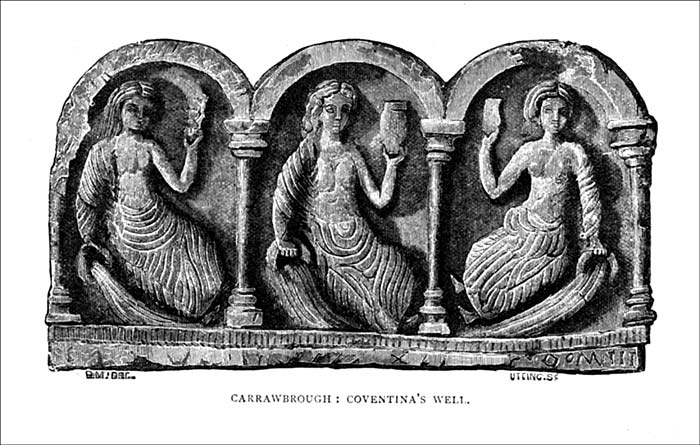
Flachrelief der Coventina als Nymphen-Triade

Coventina war in der britannischen Mythologie eine Heil- und Quellgöttin, die am Hadrianswall verehrt wurde.

## Das Heiligtum
Für Coventina errichteten die am Hadrianswall stationierten Legionäre ein Heiligtum beim Kastell Brocolitia (Carrawburgh, Northumberland). Der quadratische Tempel wurde über einer noch heute aktiven Quelle gebaut („Coventina’s well“) und 1876 ausgegraben. Im Becken sind über 13.000 Münzen und bronzene Tierfiguren gefunden worden. Ebenfalls darin lagen die offenkundig später hineingeworfenen Weihesteine und Altartrümmer. Inschriftlich sind mindestens dreizehn Weihungen an Coventina nachgewiesen. Außerdem wurden im Tempelareal drei dem Gott Mithras geweihte Altäre aufgefunden.
Das Flachrelief rechts zeigt die Göttin auf einem Blatt liegend mit einer Pflanze in der Hand. Es wurde nach der Inschrift von Titus D(omitius?) Cosconianus, Präfekt der Cohors I Batavorum dediziert.
Deae
Couventinae
T(itus) D() Cosconia-
nus pr(aefectus) coh(ortis)
I Bat(avorum) l(ibens) m(erito)
Das linke Relief zeigt eine Dreiheit (Triaden) mit einem Becher in der einen und Wasser ausgießenden Urnen in der anderen Hand. Hier werden die Figuren in der Inschrift als Nymphen (nimpha, nimfa) bezeichnet.
Drei weitere gefundene Weiheinschriften (zwei in Spanien, eine in der Gallia narbonensis) könnten sich ebenfalls auf Conventina beziehen, dies ist jedoch umstritten.